# Austrocordulia refracta
Austrocordulia refracta là loài chuồn chuồn trong họ Synthemistidae. Loài này được Tillyard mô tả khoa học đầu tiên năm 1909.

## Hình ảnh

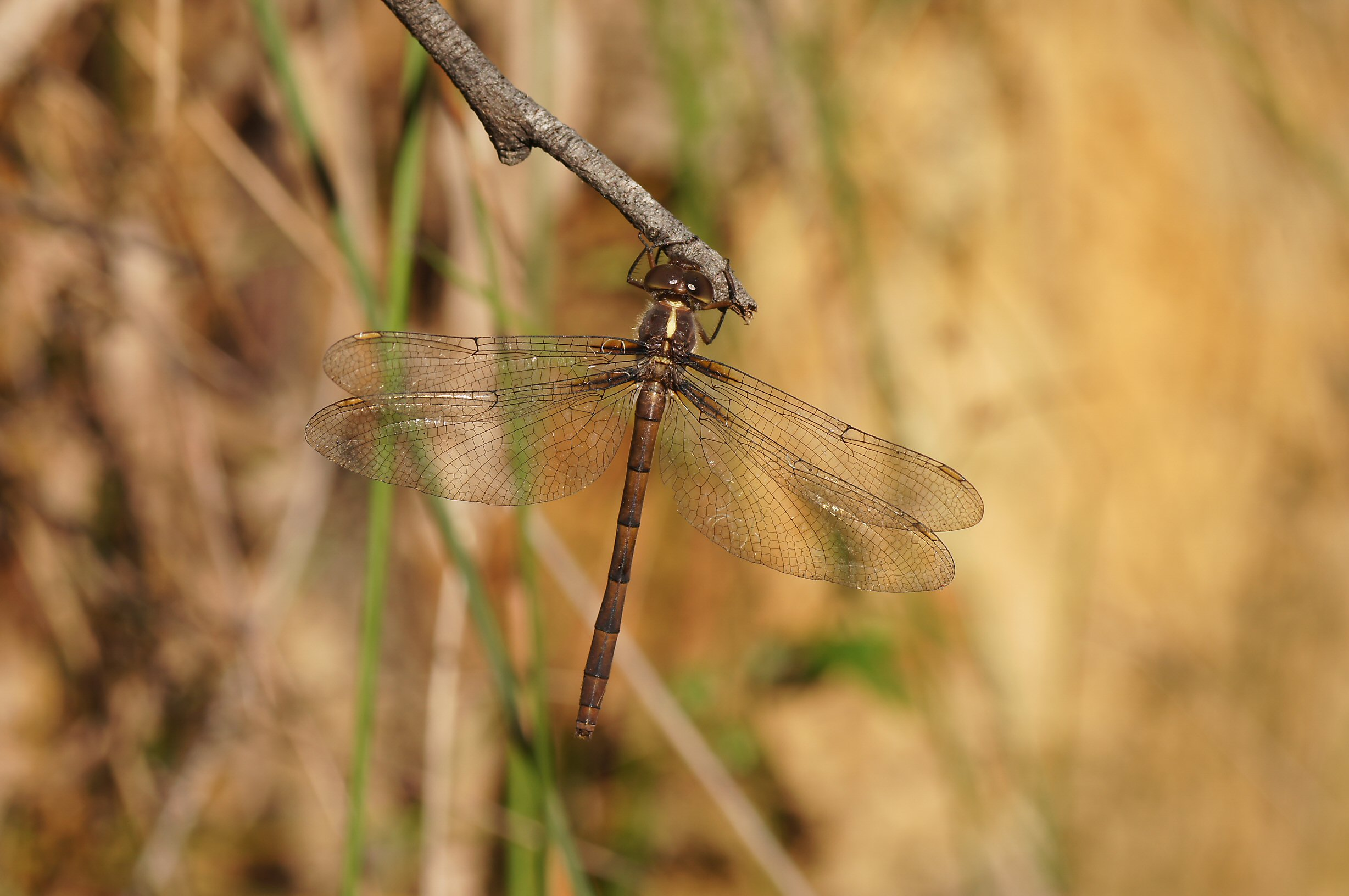
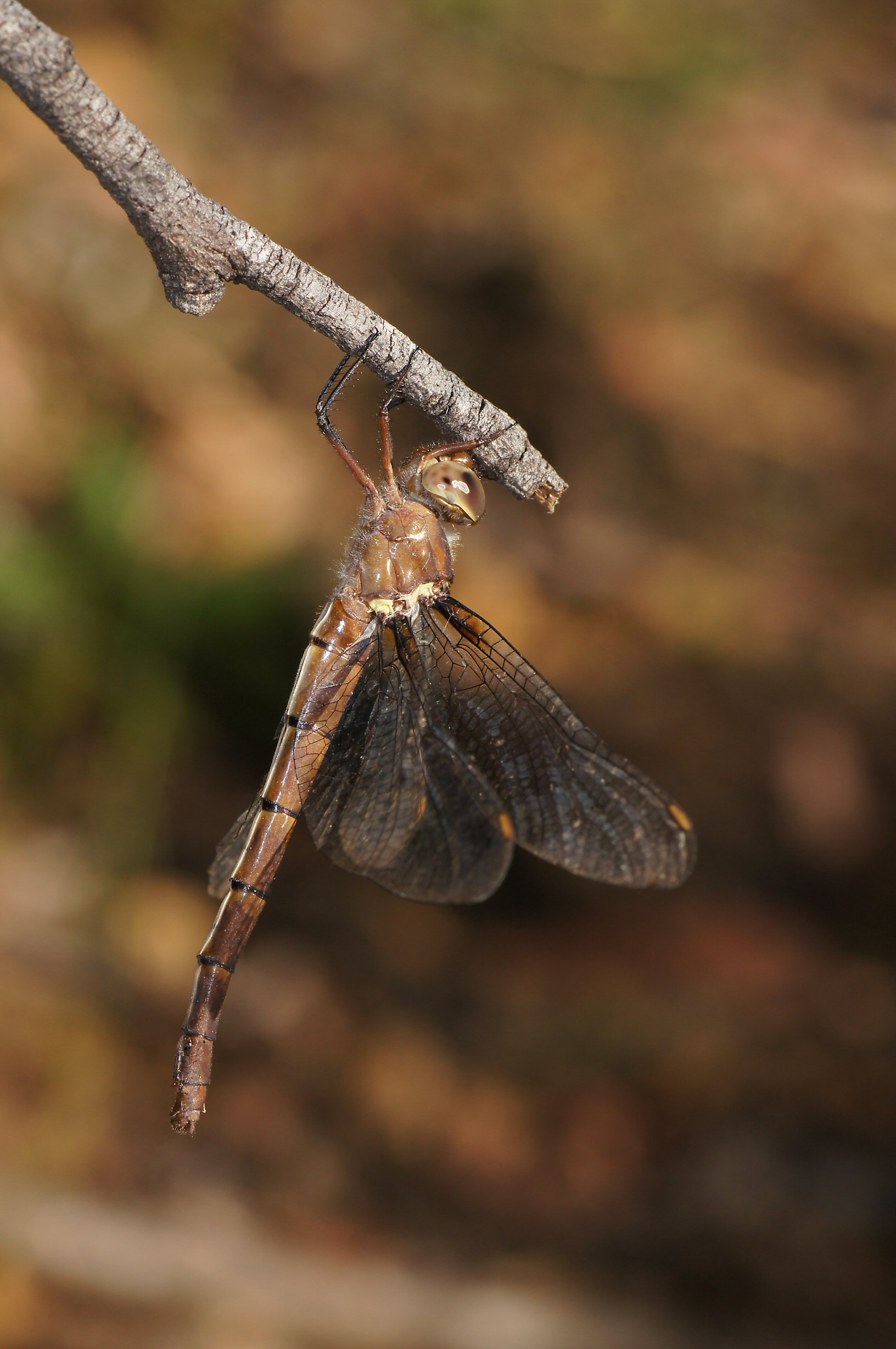